# Silla del Diablo (colina)
La Silla del Diablo es una peña perteneciente al conglomerado del lago Sofía ubicada a la entrada del monumento natural Cueva del Milodón, 24 kilómetros al norte de Puerto Natales, en la provincia de Última Esperanza (región de Magallanes, Chile).
Tiene 35 metros de altura y constituye un mirador natural de la zona. En sus alrededores existen diversas rutas por las cuales se puede practicar el excursionismo y el montañismo.

## Toponimia

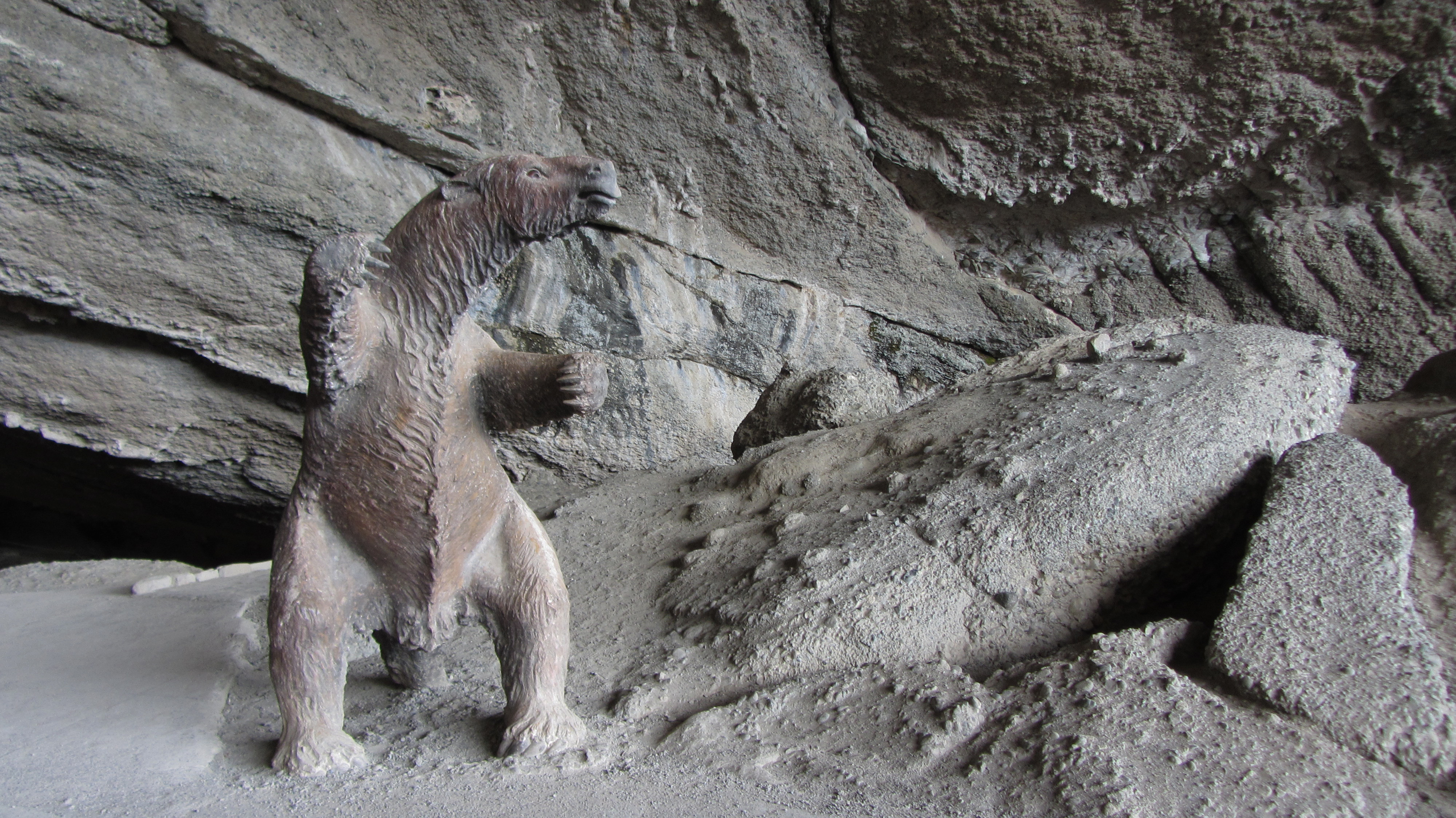
Réplica de un milodón en el monumento natural Cueva del Milodón (agosto de 2012)

Su nombre proviene de la cultura popular y se basa en su forma de sillón, que se decía era el asiento del milodón, figura que posteriormente la leyenda fue transformando en la del diablo.

## Formación
La caprichosa forma de este conglomerado rocoso se debe a la erosión causada por un enorme glaciar que cubrió la zona durante la glaciación de Llanquihue, la cual tuvo lugar hace unos 110 000 años y tuvo su apogeo hace unos 20 000 años. Tuvo un colapso drástico hace unos 10 000 años. El constante avance y retroceso de las enormes lenguas de hielo esculpieron este conglomerado dándole un aspecto muy similar al de la actualidad.